# Crenshaw (Los Angeles)
Pour les articles homonymes, voir Crenshaw.
Crenshaw, également connu comme le Crenshaw District, est un quartier situé dans le sud-ouest de la ville de Los Angeles dans le quartier de South Los Angeles, en Californie. Il tire son nom du célèbre Crenshaw Boulevard (en), l'une des principales artères de la ville de Los Angeles.

## Démographie

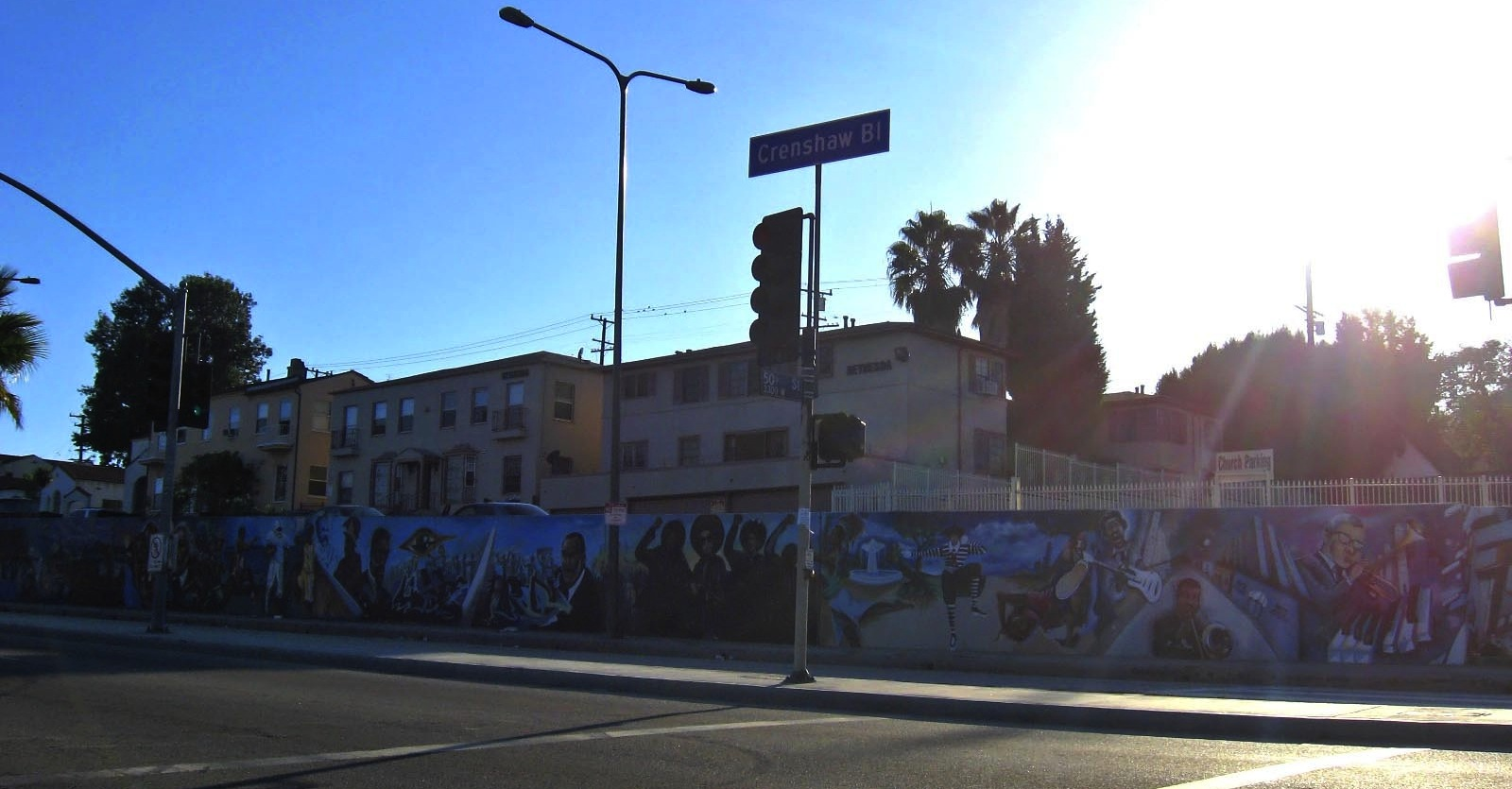
Peinture murale représentant l'évolution de la population afro-américaine.

Le Los Angeles Times considère Crenshaw comme modérément divers du point de vue ethnique, 71,3 % de la population étant afro-américaine, 17,3 % hispanique, 4,7 % asiatique, 3,3 % blanche non hispaniques et 3,4 % appartenant à une autre catégorie ethno-raciale.

## Transport
La ligne de métro léger K dessert le quartier.